# Этти, Уильям
Уи́льям Э́тти (англ. William Etty; 10 марта 1787, Йорк — 13 ноября 1849, там же) — английский живописец и рисовальщик, последователь романтического академизма, крупная фигура в британской живописи рубежа георгианской и викторианской эпох; мастер исторических картин с активным использованием обнаженной натуры, также работал как портретист, жанрист и автор натюрмортов. Академик Королевской академии художеств (с 1828; ассоциированный член с 1824), почётный академик Венецианской академии изящных искусств (с 1823).

## Биография
Родился в многодетной семье мельника, с раннего детства проявил интерес к живописи. В соответствии с пожеланиями отца, Этти в течение 7 лет обучался у гравера в Халле. Этти начал своё обучение, создавая наброски пейзажей, копируя различные изображения, рисунки печатных изданий и прочее. В 1806 году по приглашению дяди, который поддерживал его стремление изучать живопись, приехал в Лондон, а в 1807 году поступил в Королевскую академию художеств, где его наставником стал Генри Фюзели. В 1811 году после многих попыток на стене талантливых учеников Академии появилась картина молодого Уильяма Этти «Телемах, спасающий Антиопу».
Большое влияние на Уильяма Этти в те годы оказал художник Томас Лоуренс, в доме которого Этти жил во время учёбы в Лондоне.
В 1816 году Этти ненадолго посетил Париж и Флоренцию.
В 1820 его «Искатели кораллов», показанные в Королевской Академии, привлекли большое внимание. Ещё больший успех был у картины «Прибытие Клеопатры в Киликию», показанной в следующем году.
В 1822 он отправился в Италию, где большую часть времени провёл в Венеции, изучая старых венецианских мастеров (таких как Тициан, Тинторетто, Веронезе) и приобретая опыт обращения с цветом.
В 1840 и в 1841 Этти совершил паломничество в Нидерланды для изучения картин голландских художников, в том числе и Рубенса в церквях и общественных галереях этой страны.

## Галерея

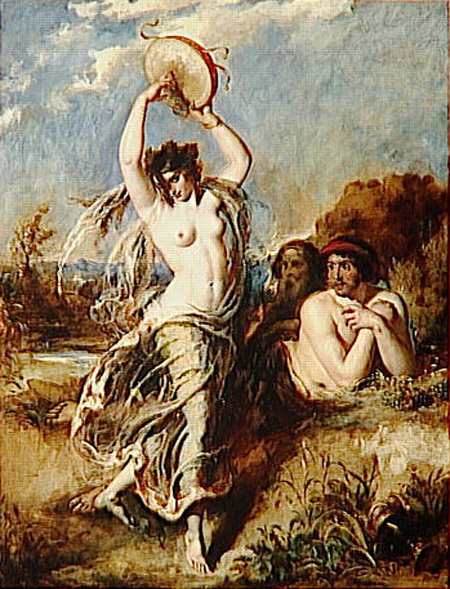
«Вакханка, играющая на тамбурине»
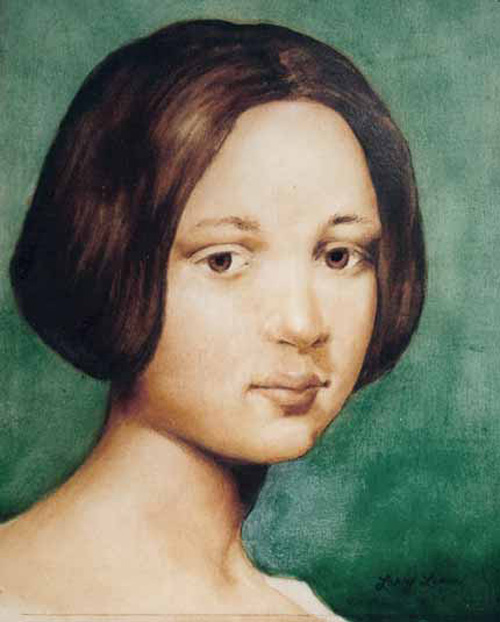
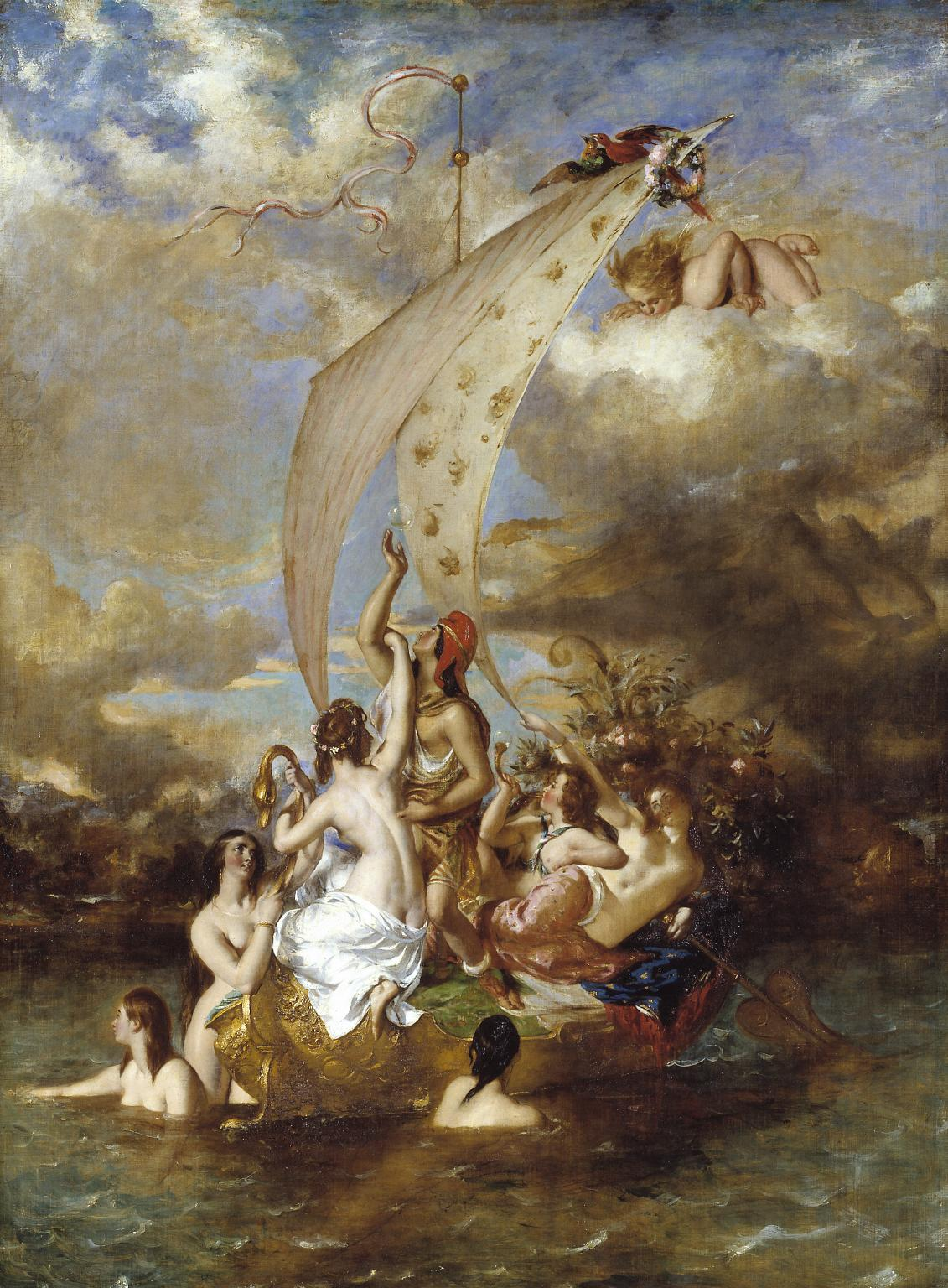
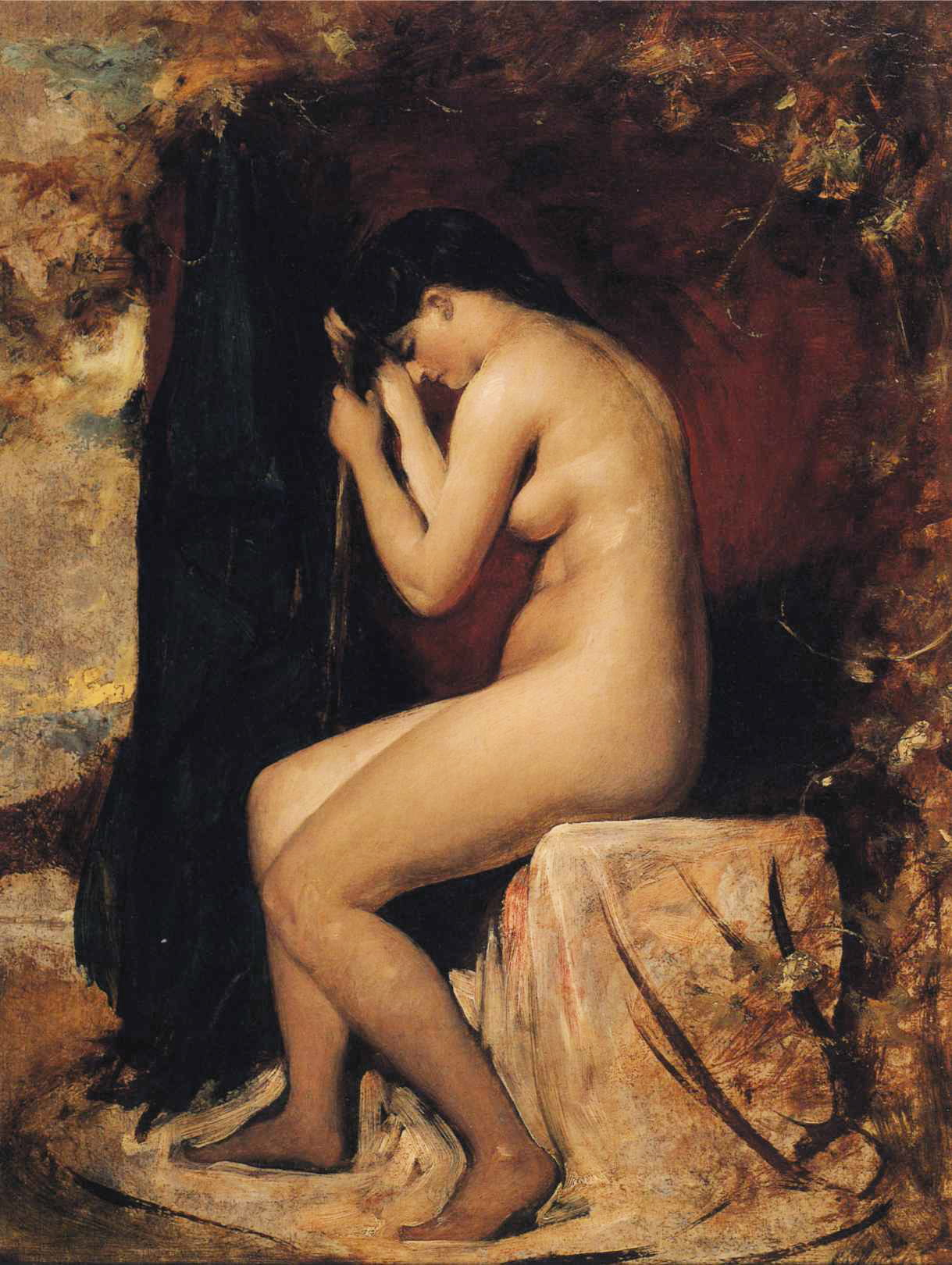
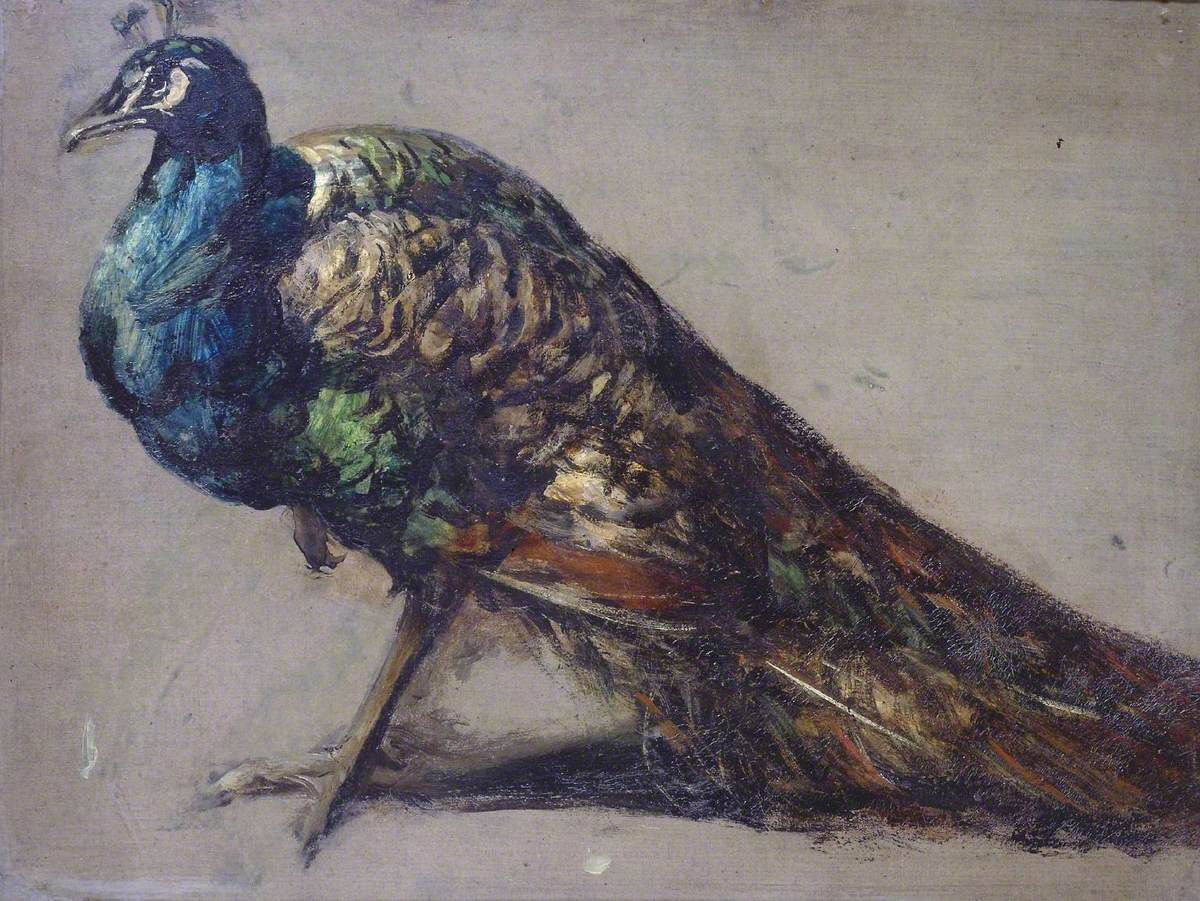
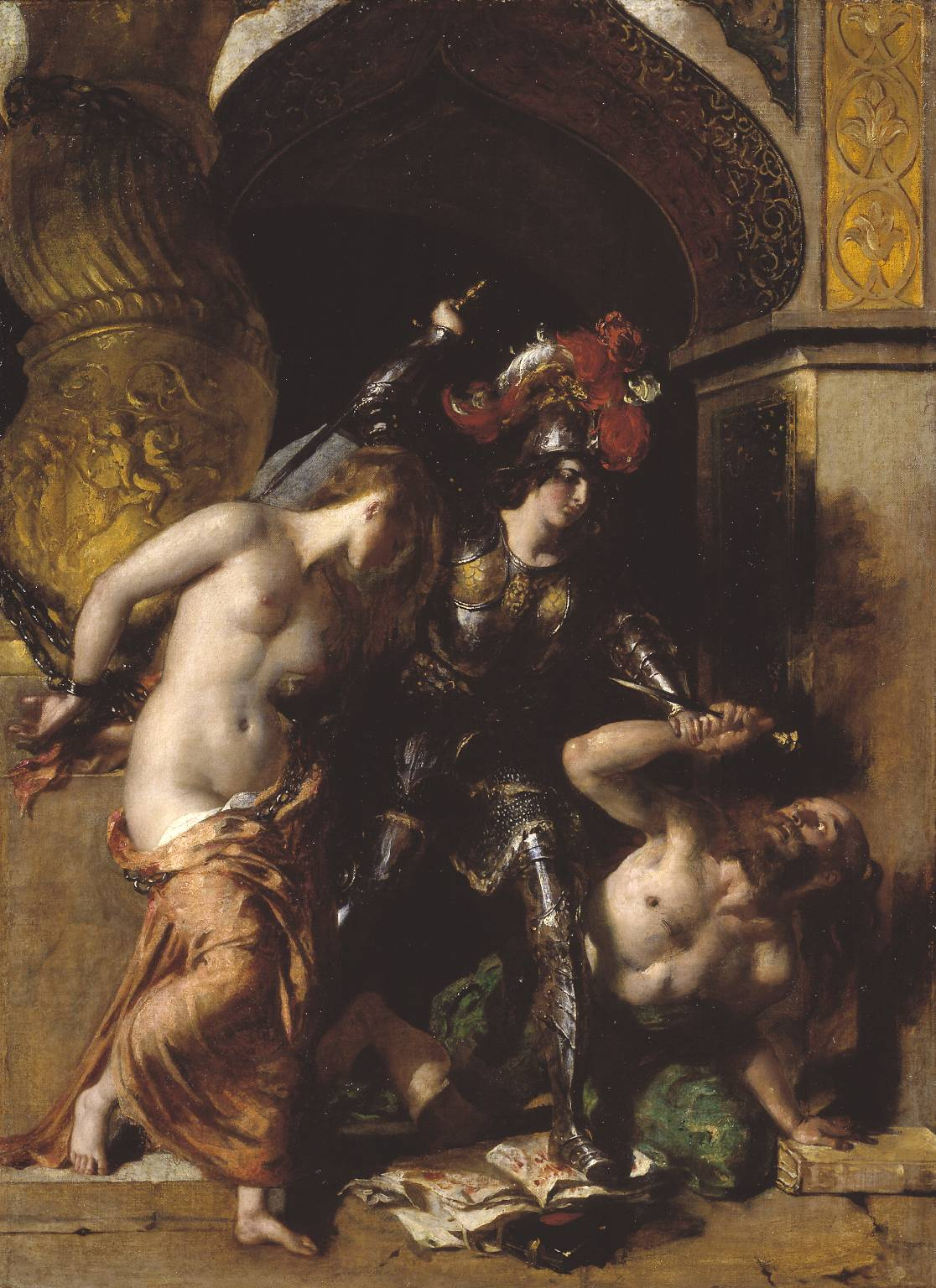
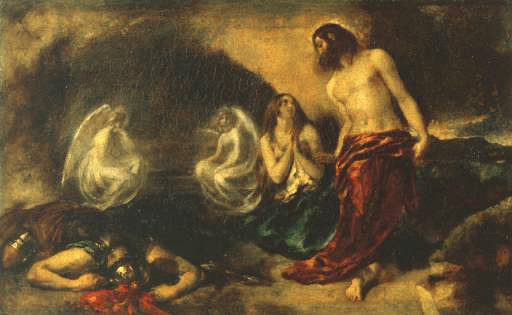
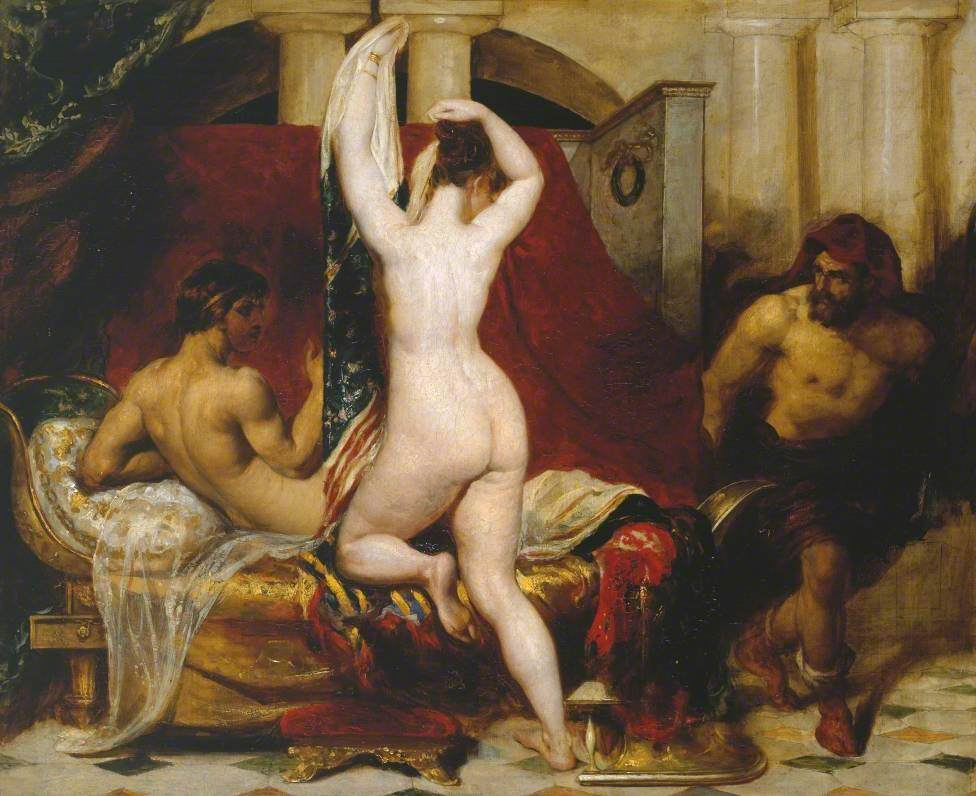
«Неосторожность Кандавла» (1830 год)
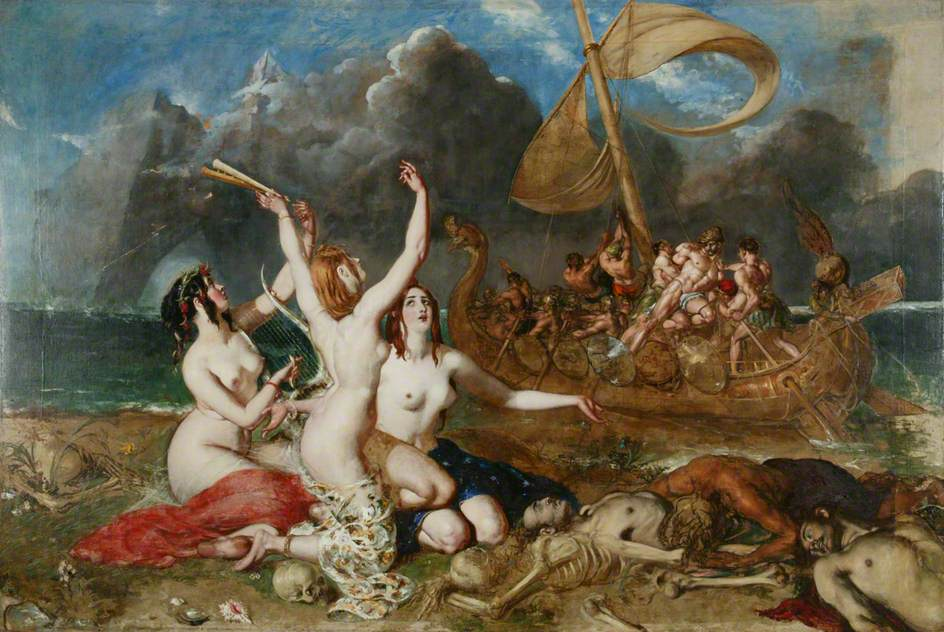
«Одиссей и сирены» (1837)